# Daniel Heinrich Jacobj
Daniel Heinrich Jacobj (* 12. Oktober 1820 in Hamburg; † 18. April 1886 ebenda) war ein deutscher Jurist und Richter.

## Leben
Jacobj war ein Sohn aus der zweiten Ehe des Hamburger Kaufmanns Johann Carl Jacobj. Nach seinem Studium der Jurisprudenz und Promotion zum Doktor beider Rechte ließ er sich 1845 als Advokat in seiner Heimatstadt nieder. 1854 wurde er Mitglied der Deputation zur Verwaltung der Hamburger Feuerkasse.
Am 12. Oktober 1859 wurde Jacobj Richter am Niedergericht. Zum Jubiläum des Hamburger Niedergerichts am 21. Februar 1866 verfasste er eine Geschichte des Gerichts. Diese Schrift wird heute als das wichtigste und umfassendste Werk über das Hamburger Niedergericht betrachtet, da Jacobj selber Mitglied dieses Gerichts war und Zugriff auf heute teilweise nicht mehr zugängliche Unterlagen hatte.
Von 1867 bis 1868 war Jacobj neben seinem richterlichen Amt auch Direktor der 1778 gestifteten Allgemeinen Versorgungsanstalt. Am 1. Oktober 1879 wurde er Direktor des Hamburger Landgerichts und führte dieses Amt bis zu seiner Pensionierung am 31. Dezember 1882.
Ab 1851 war Jacobj Mitglied des Vereins für Hamburgische Geschichte. Er war auch Mitglied und Sekretär der Patriotischen Gesellschaft von 1765.
Im Jahr 1865 erwarb Jacobj das ehemalige Landhaus des Schiffsmaklers Johann Hinrich Brödermann (1739–1809) in Groß Borstel. Er ließ neben dem Brödermann’schen Haus eine neue Villa errichten und bezog diese mit seiner Familie. In dem dazugehörigen Park wurden seinerzeit viele wohltätige Feste gefeiert. Villa und Park blieben bis 1914 im Familienbesitz.
1867 hatte Jacobj zum Andenken an seinen Vater die sogenannten Oberalten Johann Carl Jacobj Gotteswohnungen mitgestiftet. Diese Wohnungen waren  für „unbemittelte gottesfürchtige Leute, vorzugsweise Wittwen oder bejahrte Jungfrauen christlichen evangelischen Glaubens“ als Freiwohnungen bestimmt. Die 1869 ins Leben getretene Stiftung existiert noch heute in der nach der Stiftung benannten Straße Beim Jacobjstift im Hamburger Stadtteil Winterhude.

## Werke
- Geschichte des Hamburger Niedergerichts. Gustav Eduard Nolte, Hamburg 1866, OCLC 175023910 (Digitalisat auf den Seiten der Bayerischen Staatsbibliothek).